# Лаухин, Александр Кириллович
Алекса́ндр Кири́ллович Лау́хин (1 сентября 1917 — 25 мая 1951) — лётчик-ас, командир эскадрильи 1-го гвардейского истребительного авиационного полка (7-я гвардейская истребительная авиационная дивизия, 2-й истребительный авиационный корпус, 15-я воздушная армия), Военный лётчик 1-го класса, Герой Советского Союза.

## Биография
Александр Кириллович Лаухин родился 1 сентября 1917 года в городе Темрюк ныне Краснодарского края в семье рабочего. Русский. Член КПСС с 1943 года.
Окончил 8 классов. С 1933 года жил в посёлке Яблоновский Тахтамукайского района ныне Республика Адыгея. Работал токарем по металлу на Адыгейском консервном комбинате В 1937 году окончил Краснодарский аэроклуб. В Советской Армии с 1938 года. В 1940 году окончил Качинскую военную авиационную школу пилотов. Служил там лётчиком-инструктором и командиром звена.
В боях Великой Отечественной войны с сентября 1942 года в 1-м гвардейском истребительном авиаполку.

## Подвиг
Командир эскадрильи 1-го гвардейского истребительного авиационного полка (7-я гвардейская истребительная авиационная дивизия, 2-й истребительный авиационный корпус, 15-я воздушная армия, Брянский фронт) гвардии старший лейтенант Лаухин к июлю 1943 года совершил 214 боевых вылетов, в 50 воздушных боях лично сбил 9 и в группе 3 самолета противника. Звание Героя Советского Союза присвоено 2 сентября 1943 года.
Воевал на фронте до конца войны. К 9 мая 1945 года выполнил свыше 350 боевых вылетов, в которых сбил 24 немецких самолёта лично и 3 в группе (по последнему наградному листу имел несколько иное количество побед — 23 лично и 9 в группе — но эти данные оперативными и отчетными документами полка не подтверждаются.
В 1949 году окончил Военно-воздушную академию.
25 мая 1951 года подполковник Лаухин погиб в авиационной катастрофе. Похоронен на Ваганьковском кладбище (19 уч.).

## Награды
- Медаль «Золотая Звезда»[5].
- Орден Ленина[5].
- Орден Красного Знамени[6].
- Орден Александра Невского.
- Орден Отечественной войны I степени[7].
- Медаль «За боевые заслуги»[8]
- Медаль «За оборону Ленинграда»
- Медаль «За победу над Германией в Великой Отечественной войне 1941—1945 гг.» (20.07.1945[9]).
- Медаль «30 лет Советской Армии и Флота».

## Память

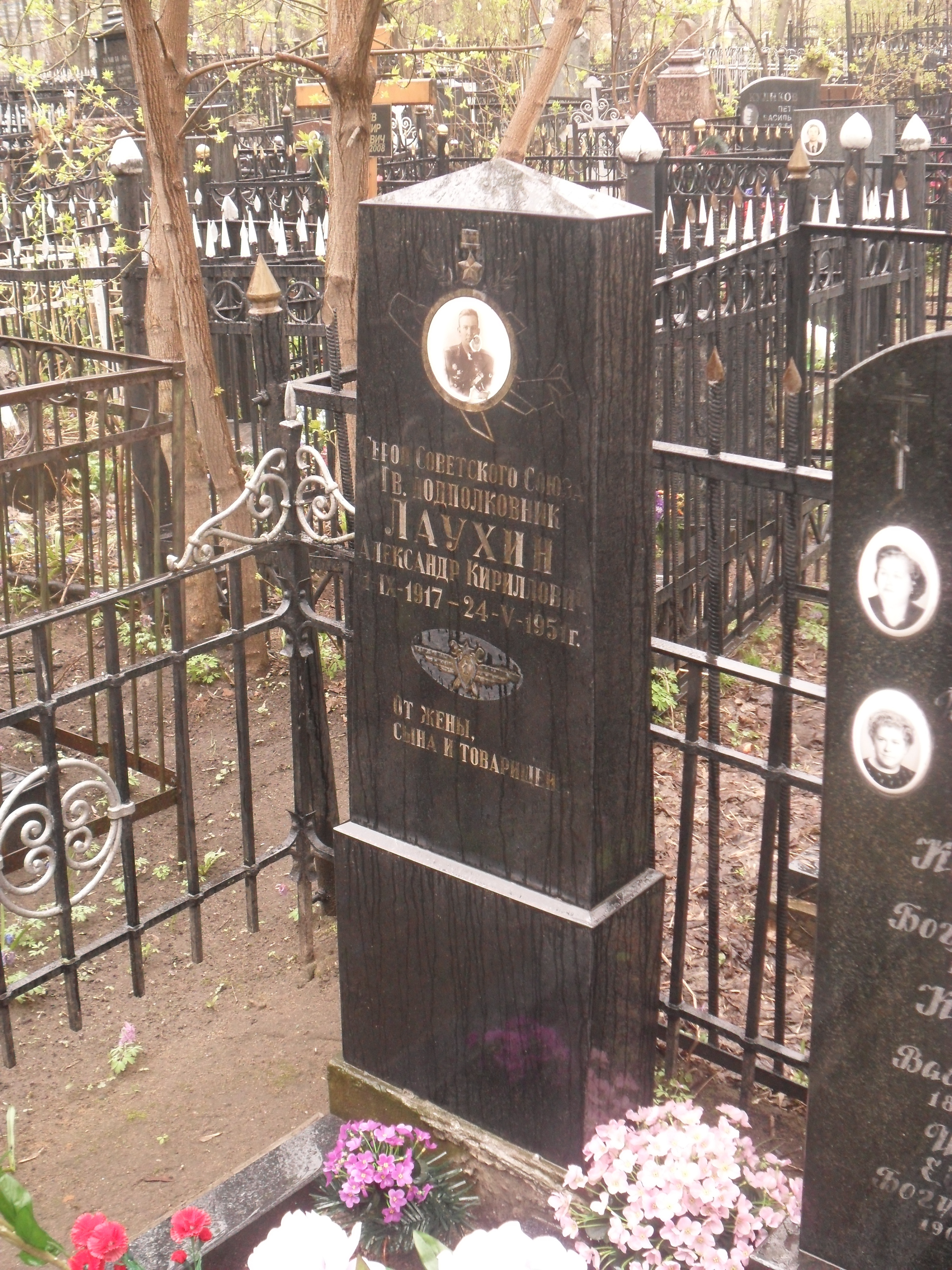
Могила Лаухина на Ваганьковском кладбище

Бюст А. К. Лаухина на аллее Славы города Темрюк

- Похоронен на Ваганьковском кладбище города Москвы.
- Имя Героя высечено золотыми буквами в зале Славы Центрального музея Великой Отечественной войны в Парке Победы города Москвы.
- В городе Темрюк на аллее Славы был установлен бюст Героя.